# Frank DiGiorgio
Frank DiGiorgio è un personaggio immaginario del film Ispettore Callaghan: il caso Scorpio è tuo! e dei suoi due seguiti, Una 44 Magnum per l'ispettore Callaghan e Cielo di piombo, ispettore Callaghan, dove viene interpretato da John Mitchum.

## Storia
Frank è un ispettore di polizia in servizio a San Francisco; collega dell'ispettore Harry Callaghan sembra essere l'unico con il quale questi lavorerebbe volentieri, in forza della sua esperienza e della sua reputazione di duro.
Nel film Ispettore Callaghan: il caso Scorpio è tuo!, quando il collega di Harry, Chico Gonzalez, viene ferito in una sparatoria da Scorpio, Frank affiancherà Harry, accompagnandolo al Candlestick Park dove si pensa che l'omicida si nasconda.
Nel film Una 44 Magnum per l'ispettore Callaghan, Frank è incaricato di sorvegliare il boss della droga Lou Guzman ed è testimone del suo omicidio da parte di un agente della polizia stradale, senza riuscire tuttavia, a causa del casco che questi indossa, ad identificare il vero colpevole.
Nel film Cielo di piombo, ispettore Callaghan Frank ed Harry lavorano insieme ma Frank viene ucciso da Bobby Maxwell, capo di una banda che ha trafugato un grande numero di armi.